# Jon Mannah

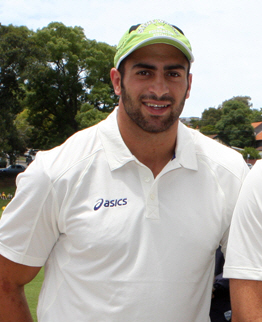
Jon Mannah

Jonathan "Jon" Mannah (Sydney, 13 september 1989 – aldaar, 18 januari 2013) was een Australisch professional rugby league footballer die speelde bij de "Cronulla Sharks" en "Parramatta Eels" in de Australische National Rugby League.  Hij speelde als prop. Hij was de broer van Tim Mannah, die ook speelde voor Parramatta Eels.
Hij was leerling aan de Christian Community High School en haalde zijn diploma in 2007. In 2011 scoorde hij zijn eerste try voor de Sharks tegen de Panthers. Na drie seizoenen Sharks stapte hij in november 2011 over naar Parramatta. Hij had toen al de ziekte van Hodgkin.
Op 18 januari 2013 werd die ziekte hem fataal en hij overleed op 23-jarige leeftijd in het St Vincent's Hospital te Sydney.